# ارویکا
شهر ارویکا (به سوئدی: Arvika) در ناحیه شهری ارویکا در کشور سوئد واقع شده‌است. جمعیت این شهر ۱۳۳۰٫۴۱  نفر است.